# Stemma di Panama
Lo stemma di Panama è il simbolo araldico ufficiale del paese, adottato il 4 giugno 1904. Consiste in uno scudo composto da cinque settori: quello centrale raffigura l'istmo di Panama, nei due settori sovrastanti a sinistra si trovano una spada e un fucile, mentre a destra una pala e un rastrello; nei due settori sottostanti a sinistra è raffigurata una cornucopia mentre a destra una ruota alata. Ai lati dello scudo si trovano due bandiere panamensi per parte mentre al di sopra un'aquila arpia tiene col becco un nastro che riporta il motto del paese: Pro Mundi Beneficio (Per il bene del mondo). Sopra l'aquila si trovano nove stelle dorate a simboleggiare le nove province del paese.

## Evoluzione dello stemma

Stato federale di Panama (1858–1863)
Stato sovrano di Panama (1863–1886)
(1903–1904)
(1904–1925)
(1925–1941)
(1941–1946)
(1946–2006)
(2006–2014)